# Deutsche Meisterschaften in der Nordischen Kombination 1999

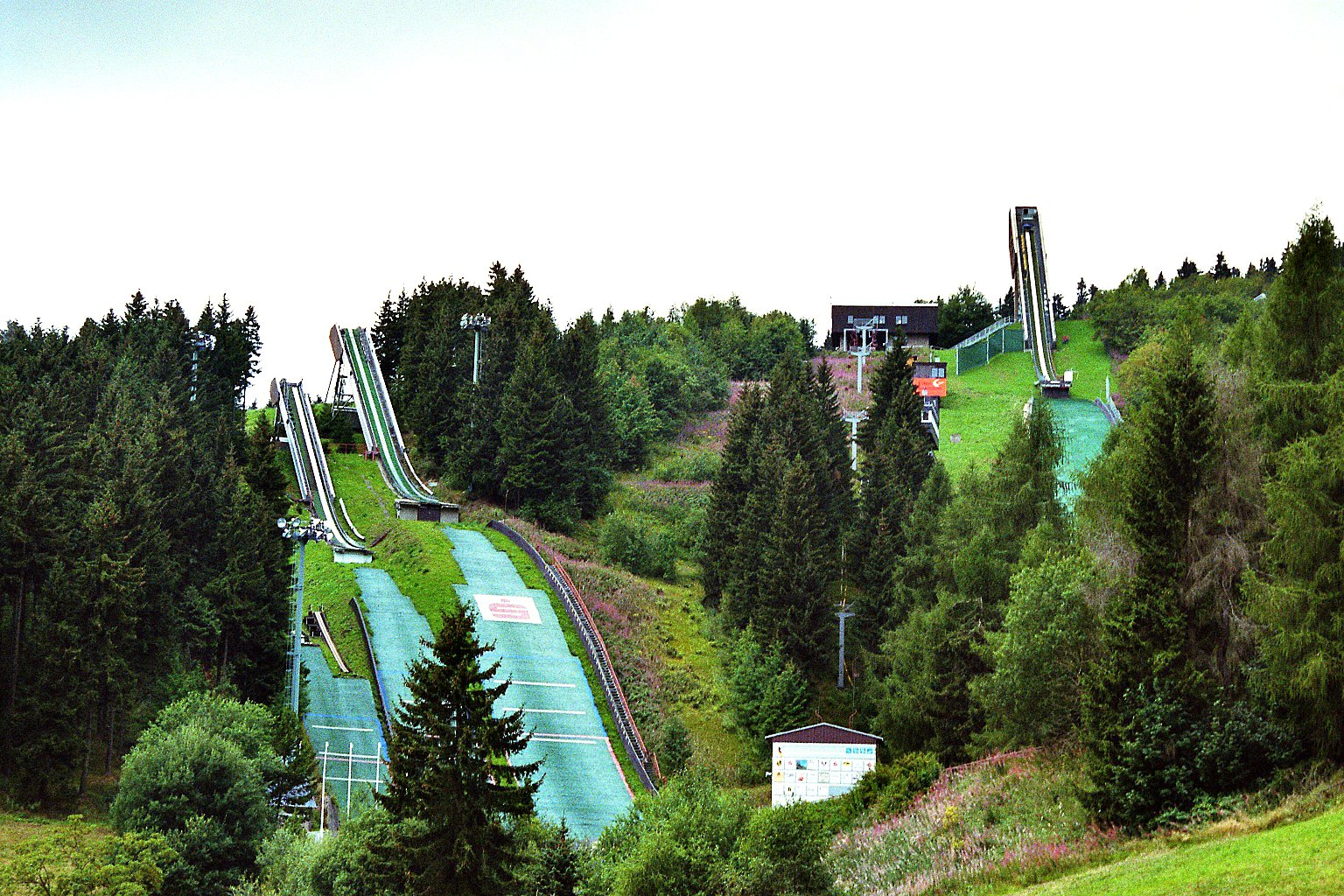
Fichtelbergschanzen in Oberwiesenthal

Die Deutschen Meisterschaften in der Nordischen Kombination 1999 fanden am 11. Februar 1999 im sächsischen Oberwiesenthal statt. Der Veranstalter war der Deutsche Skiverband mit Bundestrainer Hermann Weinbuch. Die Sprungläufe wurden auf der Normalschanze der Fichtelbergschanzen abgehalten. Es fand ein Gundersen-Wettkampf statt, während der Sprint abgesagt werden musste. Damit verpassten die Athleten die Generalprobe für die anstehenden Weltmeisterschaften, bei der der Sprint erstmals als dritter Kombinationswettbewerb ins WM-Programm aufgenommen wurde. Es waren die bisher letzten im Winter ausgetragenen Meisterschaften.

## Ergebnis

### Gundersen (K 95/15 km)
Der Einzelwettbewerb fand in der Gundersen-Methode über 15 Kilometer statt. Der Polizeiobermeister-Anwärter aus Zella-Mehlis Sebastian Haseney zeigte nach Platz drei beim
Springen die beste Leistung auf der Loipe, womit er den über zwei Minuten vor ihm gestarteten Topfavoriten Jens Deimel noch einholte. Es war der erste Titel für Haseney, der bis dato vorrangig an Wettbewerben des zweitklassigen B-Weltcups teilgenommen hatte.
| Platz | Name              | Verein                | Sprungpunkte | Laufzeit | Rückstand |
| ----- | ----------------- | --------------------- | ------------ | -------- | --------- |
| 01.   | Sebastian Haseney | SC Motor Zella-Mehlis | 231,0        | 44:30,2  |           |
| 02.   | Jens Deimel       | SK Winterberg         | 251,5        | 47:20,2  | +0:47,0   |
| 03.   | Sven Koch         | SC Motor Zella-Mehlis | 238,5        | 47:26,9  | +2:11,7   |
| 04.   | Ralf Adloff       | VSC Klingenthal       | 207,5        | 45:08,0  | +2:58,8   |
| 05.   | Sepp Buchner      | WSV Reit im Winkl     | 217,0        | 47:04,9  | +3:58,7   |
| 06.   | Jens Gaiser       | SV Mitteltal-Obertal  | 212,5        | 47:12,8  | +4:33,6   |